# الطوال (محافظة ميسان)
الطوال قرية سعودية، تتبع محافظة ميسان بمنطقة مكة المكرمة. تقع في جنوب غرب مدينة الطائف بمسافة ( ) كم.